# Oliver Ross
Oliver Stevenson Ross (Gainesville, 18 settembre 1949) è un ex giocatore di football americano statunitense che ha giocato nel ruolo di running back per quattro stagioni nella National Football League (NFL). Fu scelto nel corso del sedicesimo giro (398º assoluto) del Draft NFL 1973 dai Denver Broncos. Al college ha giocato a football alla Alabama A&M University.

## Carriera professionistica
Ross fu scelto nel corso del sedicesimo giro del Draft 1973 dai Denver Broncos. Con essi rimase tre stagioni disputando 25 partite e correndo 150 yard complessive. Nel 1976, Ross passò alla neonata franchigia dei Seattle Seahawks con cui disputò l'ultima stagione della carriera. A Seattle, Ross disputò dieci partite, principalmente come ritornatore sui kickoff e guidando la squadra nella speciale classifica di yard guadagnate sui ritorni con 605, piazzandonsi all'undicesimo posto nella AFC.

## Vittorie e premi
Nessuno

## Statistiche
| Partite totali     | 35  |
| Yard su corsa      | 173 |
| Touchdown su corsa | 0   |